# Том Герельс
Том Герельс (англ. Tom Gehrels; 21 лютого 1925, Гарлемермер, Нідерланди — 11 липня 2011, Тусон, США) — американський астроном, професор астрономії і планетарних наук в університеті Аризони (Тусон).

## Дослідження
Герельс вперше став використовувати у 50-х роках фотометричну систему для пошуку астероїдів, а також досліджував залежність довжини хвилі від поляризації зірок і планет, публікуючи свої дослідження в «Астрономічному журналі» (англ. Astronomical Journal).
Спільно з Корнеліс Йоханнес ван Хаутеном і Інгрід ван Хаутен-Груневельд виявив більш ніж 4000 астероїдів, включаючи астероїди групи Аполлона, групи Амура, і безліч троянських астероїдів. Для своїх спостережень Герельс використовував 48-дюймовий телескоп системи Шмідта в обсерваторії Паломар і відправляв фотопластини двом голландським астрономам у Лейденську Обсерваторію, які аналізували їх і виявляли нові, невідомі раніше, астероїди. Тріо спільно приписують кілька тисяч відкриттів. Герельс також виявив багато комет.
| Деякі відкриття, зроблені Герельсом: | Деякі відкриття, зроблені Герельсом: |
| ------------------------------------ | ------------------------------------ |
| Астероїди:                           | Комети:                              |
| (1979) Сахаров                       | 64P/Свіфта-Герельса                  |
| (2247) Хіросіма                      | 78P/Герельса                         |
| (4065) Майнель                       | 82P/Герельса                         |
| (11184) Постма                       | 90P/Герельса                         |

Він був основним вченим-фотополяриметристом при експериментах з фотополяриметром (англ. Photopolarimeter) на Піонері 10 і Піонері 11.
Герельс написав ряд підручників з тематики космічних досліджень, був головним редактором при виданні перших 30 випусків газети Аризонського університету. Він також почав програму Spacewatch (програма електронного спостереження за кометами і астероїдами) і був її основним дослідником.
Астероїд (1777) Герельс названий на його честь.

## Книжки

### Під редакцією Герельса
- Physical Studies of Minor Planets / Том Герельс. — NASA SP-267, 1971.
- lanets Stars and Nebulae Studied With Photopolarimetry / Том Герельс. — 1974. — ISBN 0-81650-428-8.
- Jupiter: Studies of the Interior, Atmosphere, Magnetosphere, and Satellites / Том Герельс. — Gehrels and Mildred Shapley Matthews, 1976. — ISBN 0-81650-530-6.
- Protostars & Planets: Studies of Star Formation and of the Origin of the Solar System / Том Герельс. — 1978. — ISBN 0-81650-674-4.
- Asteroids / Том Герельс. — 1979. — ISBN 0-81650-695-7.
- Saturn / Том Герельс. — 1984. — ISBN 0-81650-829-1.
- Asteroids II / Том Герельс. — 1989. — ISBN 0-81651-123-3.
- Hazards Due to Comets and Asteroids / Том Герельс. — 1994. — ISBN 0-81651-505-0.

### Авторські
- Том Герельс. On the Glassy Sea, in Search of a Worldview. — 2007 (оригінальна публікація - 1988). — ISBN 1-4196-8247-4.
- Том Герельс. Survival Through Evolution: From Multiverse to Modern Society. — 2007. — ISBN 1-41967-055-7.